# Ultra Records
Ultra Records, wcześniej Ultra Music – amerykańska niezależna wytwórnia muzyki elektronicznej. Została założona w 1995 roku w Nowym Jorku przez założycieli wytwórni Polygram Records i Virgin Records. Właścicielem jest Patrick Moxey.

## Artyści
Źródło: oficjalna strona Ultra Music

- Above & Beyond
- Adam K
- Adrian Lux
- Adriana
- Alex Ferrari
- Alex Gaudino
- Alexandra Stan
- Alle Farben
- Andr3x
- Anna Lunoe
- Anna Naklab
- Araab Muzik
- AronChupa
- Ashworth
- Aucan
- Autumn Rowe
- Axwell
- Bakermat
- Bang La Decks
- Basshunter
- Bauer & Lanford
- Bearson
- Benny Benassi
- Black Boots
- Black Coffee
- The Bloody Beetroots
- Boehm
- Bondax
- Brass Knuckles
- Calvin Harris
- CamelPhat
- Carnage
- Chris Lake
- Chris Lorenzo
- Chris Malinchak
- Claire Guerreso
- CLMD
- Congorock
- Curses
- Daddy’s Groove
- DallasK
- Dan Black
- Dank
- David Morales
- David Vrong
- Deadmau5
- Deorro
- Designer Drugs
- Digital Farm Animals
- DJ Antoine
- DJ Hazel
- DJ Muggs
- Don Diablo
- Donati & Amato
- Drop The Lime
- East & Young
- Eelke Kleijn
- Enur
- Era Istrefi
- Étienne de Crécy
- Example
- Faul
- Fedde le Grand

## Kompilacje
- Club Anthems Vol. 1 – 3
- Ultra.Chilled 01 – 06
- Ultra Electro 1 – 3
- Ultra.Dance 01 – 11
- Ultra.Trance 1 – 09
- Out.Anthems Vol. 1 – 4
- Ultra.80's vs Electro 1
- Ultra.Video (DVD 1 – 2)
- Ultra.Weekend 1 – 6
- Ultra.Rock Remixed
- Ultra.2008
- Ultra.2009
- Ultra.2010
- Ultra.Hits
- Ultra.Mix 01-02
- Just Dance 1 – 3

## Festiwale
16 września 2006 roku, Ultra Records zostało gospodarzem Festiwalu Tańca Ultra: NY w Nowym Jorku Central Park. Głównymi gwiazdami byli Danny Tenaglia, Timo Maas, Paul Oakenfold, The Chemical Brothers i Mylo.